# 叙永県
叙永県（じょえい-けん）は中華人民共和国四川省瀘州市に位置する県。

## 行政区画
- 鎮:叙永鎮、江門鎮、馬嶺鎮、天池鎮、水尾鎮、両河鎮、落卜鎮、後山鎮、分水鎮、摩尼鎮、赤水鎮、竜鳳鎮、正東鎮、観興鎮、向林鎮、興隆鎮、営山鎮、麻城鎮、大石鎮、黄坭鎮
- 民族郷:合楽ミャオ族郷、白臘ミャオ族郷、梘槽ミャオ族郷、水潦イ族郷、石廂子イ族郷

## 交通
2020年1月21日、四川省と雲南省、貴州省の省境に位置する鶏鳴三省大橋が開通した。

## 健康・医療・衛生
- 叙永県人民医院
- 叙永県中医医院
- 叙永県紅十字医院